# Edda Kainz
Edda Kainz (* 24. Februar 1940 in Immenstadt im Allgäu) ist eine ehemalige österreichische Skirennläuferin. Sie erreichte zwischen 1959 und 1965 zahlreiche Siege und Podestplätze in internationalen Rennen und nahm an den Olympischen Winterspielen 1964 teil.

## Biografie
Kainz stammt aus dem Kleinwalsertal in Vorarlberg und ist eine Nichte der Skirennläuferin Resi Hammerer. In der zweiten Hälfte der 1950er-Jahre erzielte sie erste Erfolge auf regionaler Ebene sowie bei den allgäuer und bayrischen Meisterschaften, nachdem sie 1957 im Skiclub Kleinwalsertal mit regelmäßigem Training begonnen hatte. 1959 erreichte Kainz mit dem zweiten Platz in einer Abfahrt im Kleinwalsertal sowie dem dritten Rang im Parsenn-Derby in Davos ihre ersten Podestplätze in FIS-Rennen. 1961 feierte sie ihren ersten Sieg im Slalom von Bad Wiessee, worauf sie nach Saisonende in die Nationalmannschaft des Österreichischen Skiverbandes aufgenommen wurde. In den nächsten Jahren erreichte sie mehrere Siege und zahlreiche Podestplätze, wenn auch nur selten bei den international am stärksten besetzten Rennen.
Im Winter 1961/1962 gelangen Kainz mehrere Podestplätze, darunter ein zweiter Platz in der Abfahrt von Saalbach-Hinterglemm sowie dritte Ränge in den Riesenslaloms von Saalfelden und Arosa sowie in Abfahrt und Kombination von Abetone. 1963 feierte sie ihren zweiten Sieg in der Abfahrt von Saalbach-Hinterglemm, wo sie zudem Dritte im Riesenslalom wurde. Weitere Podestplätze des Winters waren der zweite Rang im Slalom von Zell am See sowie zwei dritte Plätze im Slalom und im Riesenslalom am Ätna. Bei der Generalprobe für die nächstjährigen Olympischen Winterspiele in Innsbruck belegte sie den vierten Platz in der Abfahrt. Mit weiteren guten Ergebnissen in der Saison 1963/1964 gelang Kainz schließlich die Aufnahme in die österreichische Abfahrts-Olympiamannschaft. In der Olympiaabfahrt auf der Axamer Lizum belegte sie den 22. Platz, wovon angesichts des österreichischen Dreifachsieges durch Christl Haas, Edith Zimmermann und Traudl Hecher kaum jemand Notiz nahm.
In der Saison 1964/1965 folgten ein Sieg in der Abfahrt von Narvik sowie eine Reihe weiterer Podestplätze in Abfahrt und Kombination der Krummholzrennen in Haus im Ennstal, in Slalom und Riesenslalom des Goldenen Fuchses in Marburg, in Riesenslalom, Abfahrt und Kombination von Gällivare sowie in Riesenslalom und Kombination von Narvik. Nach dieser Saison gab Kainz im Alter von 25 Jahren überraschend ihren Rücktritt bekannt.

## Erfolge

### Olympische Winterspiele
- Innsbruck 1964: 22. Abfahrt

### Weltmeisterschaften
- Innsbruck 1964: 22. Abfahrt

### FIS-Rennen
- 4 Siege:
  - Slalom in Bad Wiessee 1961
  - Abfahrt in Saalbach 1963
  - Riesenslalom am Navacerrada-Pass 1964
  - Abfahrt in Narvik 1965
- 10 zweite und 12 dritte Plätze